# Evangelische Pfarrkirche Altwied

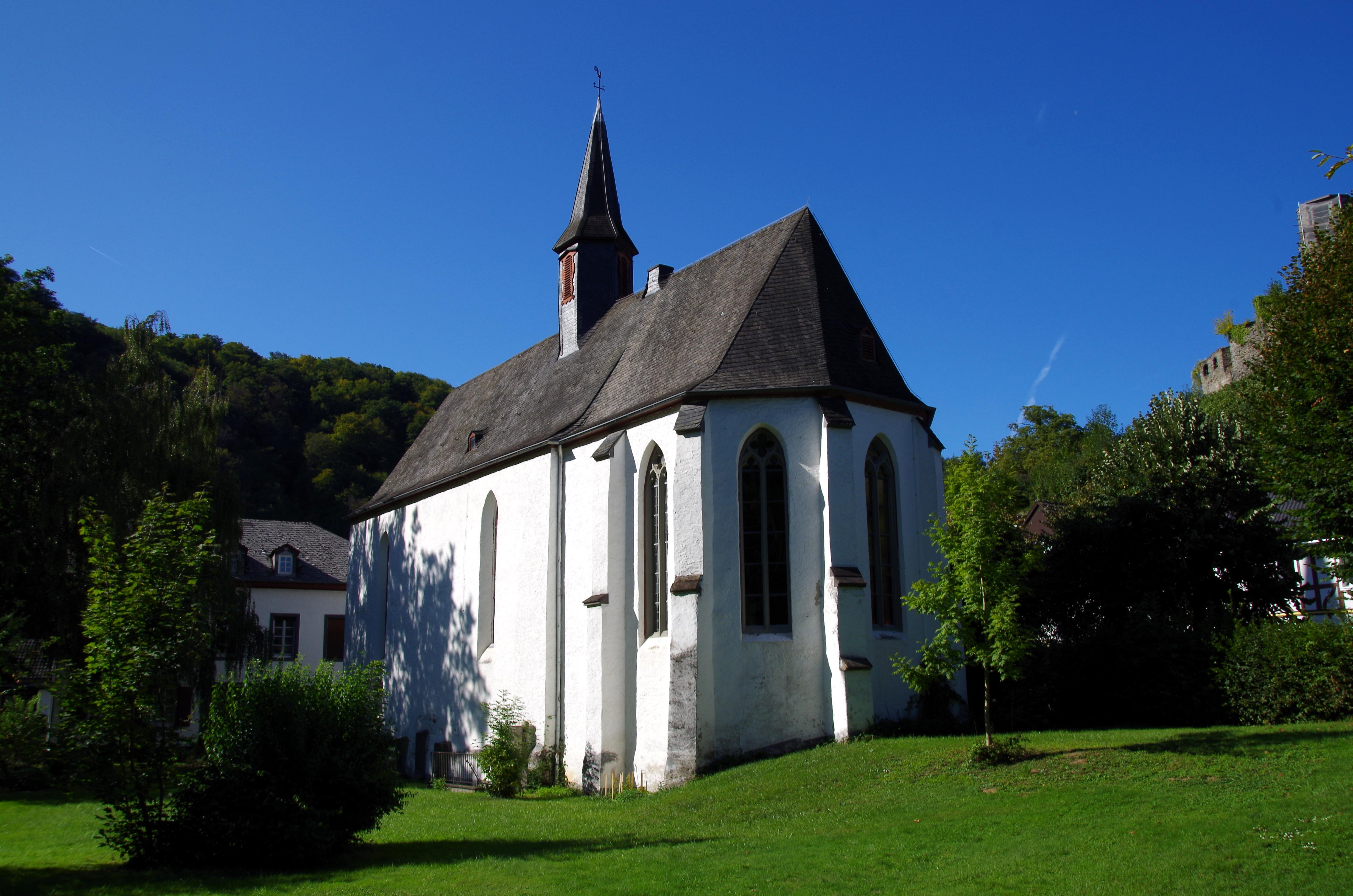
Evangelische Pfarrkirche

Die Evangelische Pfarrkirche Altwied ist ein denkmalgeschütztes Kirchengebäude in Altwied, einem Stadtteil von Neuwied in Rheinland-Pfalz.

## Geschichte
1470 wird das Kirchengebäude als Sankt-Antonius-Kapelle erwähnt. Die Kirche wurde als Bruchsteinbau im Stil der Spätgotik errichtet. Das Langhaus besteht aus einem Schiff, welches flach gedeckt ist. 1658 wurde der Eingang an die Nordseite der Kirche gelegt. In den 1920er Jahren erhielt der Eingang ein Vordach und es wurde eine Westempore eingebaut. Die Kirche steht unter Denkmalschutz.

## Orgel

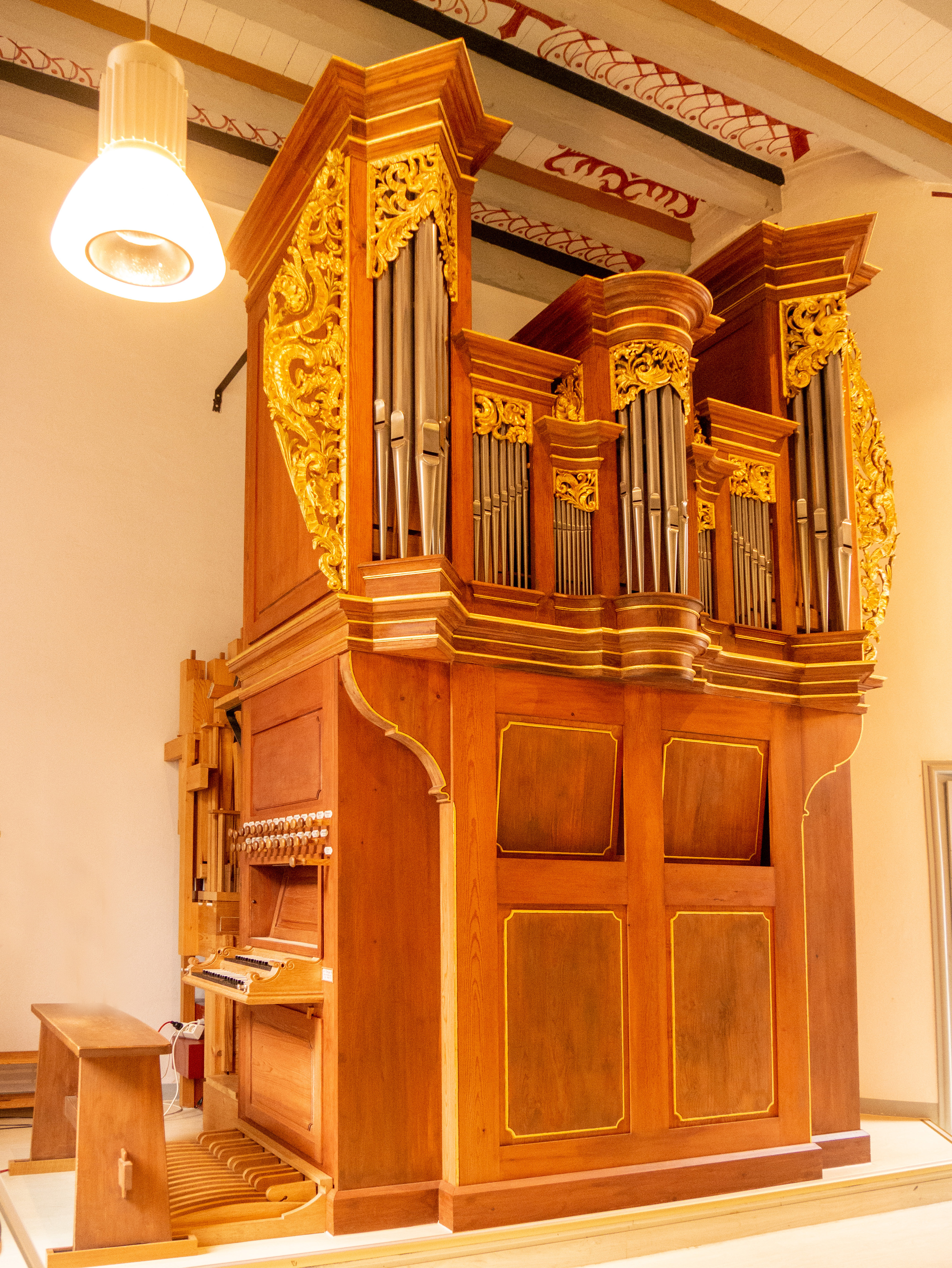
Orgelgehäuse von Schöler (1756)

Eine Orgel wurde 1756 von Johann Wilhelm Schöler mit elf Registern auf einem Manual und Pedal erbaut. Paul Faust baute 1924 ein neues Orgelwerk mit zwei Manualen hinter dem historischen Prospekt. Wegen der größeren Anlage wurden nur Teile des alten Gehäuses wiederverwendet. 1970 erwarb die Gemeinde eine gebrauchte Orgel aus der Marktkirche Neuwied und ließ die Faust-Orgel abtragen. Der Schöler-Prospekt und die erhaltenen Reste wurden bei der Firma Oberlinger gelagert. 1992 rekonstruierte Oberlinger die Orgel und erweiterte sie um ein Echowerk auf einem zweiten Manual. Die Disposition umfasst seitdem 19 klingende Register und lautet wie folgt:
| II Hauptwerk C–c3 |        |
| Bourdon           | 8′     |
| Quintadena        | 8′     |
| Principal         | 4′     |
| Gemshorn          | 4′     |
| Kleingedackt      | 4′     |
| Quinte            | 3′     |
| Octave            | 2′     |
| Terz              | 1 3⁄5′ |
| Mixtur III        | 1'     |
| Trompete B/D      | 8′     |

| I Echo C–c3    |      |
| Großgedackt    | 8′   |
| Salicional     | 4′   |
| Flaut Travers  | 4′   |
| Nasard         | 3′   |
| Waldflöte      | 2′   |
| Cimbel III     | 1⁄2′ |
| Vox Humana B/D | 8′   |
| Tremulant      |      |

| Pedal C–d1    |     |
| Subbass       | 16′ |
| Principalbass | 08′ |
| Posaune       | 16′ |

- Koppeln: II/I, I/P, II/P
- Spielhilfe: Echo Forte